# Жанри аніме та манґи
Більшість жанрів аніме по суті — повторення кінематографічних жанрів і не потребують особливих пояснень. Проте є кілька жанрів, притаманних саме аніме. Не можна сказати, що вони ніде більше не зустрічаються, але саме в аніме вони знайшли настільки чітке вираження.

## Напрями аніме
Залежно від вікової та статевої аудиторії, на яку націлене аніме, можна виділити:
- Кодомо (яп. 子供, Kodomo)[1] — аніме зорієнтоване на дитячу аудиторію до 12 років. Особливість цього жанру — в його «дитячості», відсутності ідейного наповнення. Цей жанр навчає дітей як поводитися, як бути хорошими і уважними людьми, як допомагати іншим, допомагає залишатися на правильному місці в житті. Часто жанр кодомо дуже близький до європейської чи американської анімаційної школи і сильно відрізняється від інших видів аніме не тільки по малюнку, а й з побудови серіалу. Більш того важко відрізнити роботу японських майстрів від роботи інших. Однак, всі мультсеріали такого роду, за умови, що вони створювалися в Японії, прийнято вважати одним з різновидів аніме. Кодомо зазвичай малюється без проявів жорсткості і грубості, і часто несе розважальний характер. Приклади: Araiguma Rascal, Nanami-chan, Pokemon.
- Сьодзьо або шьоджьо (яп. 少女, Shoujo)[2] — аніме зорієнтоване для дівчат у віці від 12 до 18 років, та як правило в сюжеті присутні любовні історії, які відповідають усім сподіванням своїх глядачок аніме. Велика увага приділяється розвитку образів персонажів. Можна відзначити такі характерні риси: перебільшена умовність малюнка (гротеско-гумористична) або ж, навпаки, витончено-романтична. Герої чоловічої статі виділяються зовнішніми даними. Приклади: Ayashi no Ceres, Shoujo Kakumei Utena.
- Сьонен або шьонен (яп. 少年, Shounen)[3][4] — аніме зорієнтоване на хлопців у віці від 12 до 18 років. Головні ознаки жанру — це швидкий розвиток сюжету і його виражений динамізм. Аніме містять безліч комедійних сцен, ґрунтується на темах міцної чоловічої дружби, будь-якого виду суперництва в житті, спорті чи в бойових мистецтвах. Дівчата і жінки в сьонен часто зображуються перебільшено красивими і сексуальними, таке гіпертрофування служить для найкращого прояву мужності головних героїв. Тому в такому жанрі аніме безліч красивих дівчат намагаються привернути увагу одного героя. Піджанрами сьонен є сентай, що розповідає про пригоди невеликої постійної команди персонажів (традиційно з 5 осіб), що борються з ким-небудь або з чим-небудь; спокон, що оповідає про молодих спортсменів, які домагаються успіху шляхом виховання в собі волі до перемоги; гарем, у якому персонаж чоловічої статі опиняється оточений великою кількістю жінок. Приклади: Bleach, .hack//SIGN, Dragon Ball, Rosario + Vampire.
- Сейнен (яп. 青年, Seinen)[5] — аніме і манґа, зорієнтовані на дорослих чоловіків від 18 до 30 років, але аудиторія може бути і старшою, спрямована на бізнесменів у віці 35-40 років. Характерними рисами цього жанру є елементи психології, сатири, еротики, також більше уваги приділяється розвитку персонажів. Сейнен іноді плутають з сьодзьо, проте твори в цьому жанрі реалістичніші і похмуріші, а сюжет не зав'язаний на романтичній історії, але любовна історія може бути присутня. Приклади: Berserk, Blame!, Black Lagoon, Zetman.
- Дзьосей або джьосей (яп. 女性, Josei)[6] — аніме і манга, орієнтовані на дорослих жінок від 18 до 44 років. Сюжет найчастіше описує повсякденне життя жінки, що живе в Японії. Як правило, частина розповіді відводиться під події зі шкільного життя головної героїні (саме в цей час вона знайомиться з іншими дійовими особами і відбувається зав'язка сюжету). Стиль малюнка використовується в дзьосей більше реалістичний ніж у сьодзьо, але зберігає в собі деякі його характерні особливості. На відміну від сьодзьо, романтичні відносини зображені у дзьосей значно більш пропрацьовано. Приклади: Nana, Omohide Poro Poro, 07-Ghost, Loveless.

## Жанри аніме

### Специфічні
- Махо-шьоджьо (Maho Shoujo)[7][8] — головна героїня дівчина з незвичайними здібностями.  Присутня любовна лінія у сюжеті. Зазвичай дівчинка в махо-шьодзьо володіє якою-небудь магічною силою. Приклади: Uta-kata, Cardcaptor Sakura.
  - Існує піджанр Махо-каноджьо (Maho Kanojo) — «Подружка-чарівниця». У аніме цього жанру головний герой — хлопець, але його подруга або дівчина наділена магічними здібностями. Приклади: Aa! Megamisama!, Denei Shoujo Ai.
- Махо-шьонен (Maho Shounen) — аналог махо-сьодзьо, тільки з хлопцем в головній ролі. Сюжет — пригоди, або щось подібне до цього. Насильство мінімальне, любовна лінія не дуже складна. Зазвичай атмосфера в аніме легка, особливих складнощів у героїв не виникає, проблеми вирішуються «однією лівою». Приклади: Shaman King, Dnangel.
- Сьодзьо-ай або шьоджьо-ай (яп. 少女愛, Shoujo Ai)[9] — це аніме про дівчаток. Найчастіше про любов між ними або дуже близьку дружбу з любовним акцентом. Вважається також, що сьодзьо-ай — це не зовсім те ж саме, що юрі. У сьодзьо-ай відсутні відверті сцени. Приклади: Simoun, Strawberry Panic.
- Юрі (яп. 百合, Yuri)[10] — аніме про любов між дівчатами. Найчастіше це історії про нещасну любов з поганим кінцем. Приклади: Oniisama E..., Yami to Boushi to Hon no Tabibito.
- Сьонен-ай або шьонен-ай (яп. 少年愛, Shounen Ai)[11] — аніме про хлопчиків. Про любов між ними або про дуже близьку дружбу. У любовній лінії, зазвичай, відсутній еротичний підтекст. Приклади: Legend of Duo, Jyu Oh Sei.
- Яой (яп. やおい, Yaoi)[12] — аніме про любов між хлопцями. Теж зазвичай історія нещасної любові з поганим кінцем. Як правило, з порнографічними елементами. Приклади: Ai no Kusabi, Boku no sexual harassment.
- Гарем (Harem) — головний персонаж (чоловічої чи жіночої статі) оточений великою кількістю красивих дівчат (хлопців), що часто живуть з ним в одному будинку. Приклади: Fate/stay night, Love Hina.
- Шьотакон (Shotacon) — досить складно провести межу між жанрами шьотакон і яой. Традиційно сетаконом називають аніме або манґу про гомосексуальні відносини між чоловіками, орієнтовану на чоловіків. Це головна відмінність шьотакона від яоя, який частіше пишеться жінками і для жінок. Також, на відміну від яоя і шьонен-ай, в шьотаконі більше уваги приділяється фізіологічній, ніж емоційній складовій відносин. Часто герої шьотакона — це хлопчики, що одягаються і поводяться як дівчатка. Приклади: Himitsu Gattai Dairaon.
- Лолікон (Lolicon) — це жанр аніме і манґи, в якому показуються романтичні відчуття маленької дівчинки до дорослого чоловіка, і навпаки, романтичні відчуття дорослого чоловіка до маленької дівчинки. Іноді лоліконом називають будь-яке аніме, в якому маленька дівчинка виглядає підкреслено сексуально. Приклади: Koi Kaze, Nurse Witch Komugi-chan.
- Меха (Mecha) — аніме за участю великих роботів, як правило, людиноподібних. Приклади: Gundam, Transformers.
- Сентай (Sentai) — це не жанр як такий. Сентай означає «команда», тобто зазвичай головних героїв декілька, хоча, звичайно, є «найголовніший». Приклади: Naruto, Lodoss Tou Senki (Record of Lodoss War).
  - Існує піджанр Меха-сентай (Mecha Sentai) — зазвичай в нім одного меха пілотують декілька пілотів. Приклади: Uchuu no Stellvia (Cosmic Stellvia), Zegapain, Voltron.
- Спокон, спорт — спортивне аніме, що зазвичай розповідає про спортивну кар'єру і зростання якого-небудь героя. Приклади: Initial D, Tennis no Oujisama.
- Хентай (яп. 変態, Hentai)[13] — аніме з відвертими сексуальними сценами. Приклади: Inju Gakuen EX, Bible Black.
- Еччі (яп. エッチ, Ecchi)[14] — також аніме з еротичним підтекстом, але менш відверте, ніж хентай. Приклади: Honoo no Labyrinth, Green Green.

### Інші жанри
- Наукова фантастика (Sci-fi) — у сюжетах зазвичай використовується техніка, що не існує в наш час. Дія відбувається в майбутньому, або на іншому світі, що відрізняється від нашого високим розвитком технічних досягнень. Приклади: Sentou Yousei Yukikaze, Sol Bianca.
- Кіберпанк (Cyberpunk) — жанр, що розповідає про високі технології, хакерів, біотехнології і таке інше. Взагалі про майбутнє, іноді з постапокаліптичними елементами. Приклади: Tsutsu Yume Gunnm (Battle Angel Alita), Kokaku kidotai (Ghost in the Shell).
- Стімпанк (Steampunk) — звичайний час дії в аніме цього жанру — 19-й, початок 20-го століття. Але в тому світі люди вдосконалили парові машини. Також характерні урбаністичні пейзажі, одяг і аксесуари у дусі вікторіанської Англії. Приклади: Last Exile, Steamboy.
- Апокаліпсис (Apocalypse) — різновид аніме, що оповідає про настання Кінця Світу. Приклад: Neon Genesis Evangelion.
- Постапокаліпсис (Post-apocalypse) — дія розгортається у світі, що пережив яку-небудь катастрофу. Приклади: Akira, Kaze no Na wa Amnesia (A Wind Called Amnesia).
- Фентезі (Fantasy) — дія аніме цього жанру зазвичай відбувається в інших світах. Можуть бути присутні міфічні народи, магія і чарівництво. Приклади: Ar Tonelico, Tales of phantasia.
- Жахи (Horror) — аніме-аналог фільмів жахів. Цей жанр характеризується атмосферою, що викликає відчуття страху. Приклади: Cossette no Shouzou, Urotsukidoji.
- Готика (Gothic) — аніме цього жанру характеризується похмурою атмосферою, готичним архітектурним стилем екстер'єру і відповідним антуражем. Часто містить елементи містики (примари, вампіри, прокляття). Приклади: Trinity Blood, Vampire Hunter D.
- Вестерн (Western) — дія в аніме цього жанру повинна відбуватися на Дикому Заході Америки в XIX столітті, або бути стилізованою під цей час. Приклади: Trigun, Gun Frontier.
- Пригоди (Adventure) — мабуть, один з найвідоміших і найпопулярніших жанрів. Майже все аніме в тому або іншому ступені присвячено пригодам героїв. Зазвичай в аніме цього жанру героєві належить подолати перешкоди, що виникають на шляху, використовуючи не тільки грубу силу, але і кмітливість. Приклади: Abenobashi Mahou Shoutengai, Uchu Kaizoku Captain Harlock.
- Школа (School Life) — аніме розповідає про життя школярів. Оскільки часто головні герої аніме знаходяться в самому «шкільному» віці, тема школи в тому або іншому ступені зачіпає безліч аніме. Приклади: School Days, School Rumble, Ouran High School Host Club.
- Бойовик — жанр сьонен-аніме, дія якого пов'язана з бойовим протистоянням, перестрілками, погонями та тому подібному. Приклади: Убивця Акаме!
- Бойові мистецтва — жанр аніме, сюжет якого пов'язаний з протистоянням майстрів різних бойових мистецтв.
- Дементія (від англ. dementia — «слабоумство, недоумство») — цьому жанрові притаманна нелогічність, безглуздість.
- Детектив — жанр аніме, що описує дослідження і розкриття загадкової події (злочинів) або серії пригод.
  - Шкільний детектив — жанр сьонен-аніме, у якому слідчі дії проводять школярі.
- Казка — жанр кодомо-аніме, екранізація класичних казок.
- Драма — жанр аніме, що оповідає про приватне життя людини і його особистий конфлікт з суспільством. Цей жанр досить рідкісний для аніме. Основна ознака — відсутність вираженого «хеппі-енду».
- Історичний — жанр аніме, в якому сюжет пов'язаний з реальними історичними подіями.
- Комедія — жанр, який характеризується наявністю гумористичних і сатиричних сцен.
- Космосмічна опера — різновид аніме, основою якого є війни, що проходять з активним використанням космічних кораблів.
- Романтика — жанр, що оповідає про любовні переживання.
- Самурайський — жанр історичного сьонен-аніме, дія якого пов'язана з війнами самураїв і ніндзя.
- Парапсихологія — дія цього жанру пов'язана з парапсихічними силами (телепатія, телекінез, гіпноз).
- Мильна опера (Soap opera) — жанр романтичного сьодзьо-аніме, основою якого є виклад складних і заплутаних любовних історій.
  - Шкільна мильна опера — різновид мильної опери, що описує любовні історії школярів.
- Соціальний фільм (серіал) — аніме, що піднімає актуальні проблеми сучасного суспільства.
- Шматочок життя (Slice of Life) — у аніме розповідається про повсякденне життя героїв. Часто перетинається з жанрами школа, романтика та комедія. Однак може розповідати про будь-які інші аспекти життя люди. Приклади: Праця!!, Адзуманґа Дайо, Toradora!, After the Rain.